# Geiselnahme in der japanischen Botschaft Kuwait 1974
Die Geiselnahme in der japanischen Botschaft Kuwait 1974 war eine von palästinensischen Terroristen durchgeführte Aktion. Die Besetzung und Geiselnahme endet damit, dass die japanische Regierung auf die Forderung der Terroristen einging.

## Hintergrund
Mit dem Massaker am Flughafen Lod im Jahr 1972 begann die Japanische Rote Armee eine Reihe von Anschlägen auf Ziele, die der Gruppe als lohnend erschienen, um die von ihnen gewünschte Weltrevolution beginnen zu können. In diesem Zusammenhang begangen sie auch schwere Verbrechen im Nahen Osten, um sich mit dortigen radikalislamischen und panarabischen Terrorgruppen zu solidarisieren.
Am 31. Januar 1974 besetzten Terroristen der JRA und der PFLP eine Ölraffinerie auf der singapurischen Insel Pulau Bukom, um dort wenig später ein Tankschiff in ihre Gewalt zu bringen (Laju-Zwischenfall).
Dies sollte dazu dienen, den Ölnachschub Südvietnams abzuschneiden und sich so mit der DRV zu solidarisieren. Jedoch zogen sich die entsprechenden Verhandlungen länger als von den Verbrechern erwartet.

## Die Geiselnahme
Fünf Terroristen der Volksfront zur Befreiung Palästinas, erstürmten daher in Absprache mit der JRA am 6. Februar 1974 um 08:30 Uhr MEZ die Botschaft Japans in Kuwait.
Einige Quellen nennen die JRA auch direkt als Täter und verstehen die PFLP als deren Marionetten.
Die Terroristen nahmen den Botschafter Ishikawa Ryokô, die Botschaftssekretäre Kimrua und Soshuke Ito, sowie 26 weitere Personen als Geiseln.
Sie forderten dann durch Anrufe bei einer Zeitung, dass die an der Entführung des Tankschiffes beteiligten Terroristen sicheres Geleit nach Kuwait erhalten sollten, um dort eine Amnestie garantiert zu bekommen. Weiterhin war es ihr Ziel, die Regierung Japans für ihren Kampf gegen die JRA zu bestrafen.

## Das Ende der Geiselnahme
Japan übte, wie von den Terroristen antizipiert, auf diplomatischen Kanälen starken Druck auf die Regierung Kuwaits aus und charterte zeitgleich eine Passagiermaschine der JAL, die am 7. Februar nach Singapur aufbrach, wo sie die Terroristen, die die Ölraffinerie besetzt hatten aufnahm und dann nach Aden im Südjemen flog.
Dort trafen sich die Besetzer der Botschaft mit den Terroristen aus Singapur und sie reisten gemeinsam nach Singapur zurück.